# Нина Братчикова
Нина Олеговна Братчикова (Нина Братчикова) е руска тенисистка.
Родена е в гр. Жуковский на 28 юни 1985 г. Нейната най-висока позиция в ранглистата за жени на WTA e 133 място, постигнато на 24 май 2010 г. Неин личен треньор е Андре Лопес. В кариерата си все още не е печелила турнир от WTA Тур.